# Anjo Negro
Anjo Negro é um romance publicado postumamente de Cordeiro de Andrade, escrito logo após o seu autor ter o seu terceiro espasmo cerebral, que deixou o seu lado direito imobilizado, foi escrito com a mão esquerda e publicado postumamente pela sua esposa Glória.
Este romance foi inscrito em um concurso da Livraria José Olympio e obteve a quarta colocação.

## Enredo
Um presidiário, chamado Joãozinho Ventura, relembra da sua vida desde sua infância até a sua entrada na prisão.
Conta como seu pai perdeu o juízo e passou a acreditar que era Napoleão Bonaparte, logo após perder todo o dinheiro. Joãozinho e sua mãe são expulsos de sua grande casa e se vêm na rua, sorte que sua empregada salva alguma jóias e os ajuda nas tarefas do dia a dia.
Ele demonstra como a vida é difícil no Itu, demonstra a fé do brasileiro em milagres quando sua mãe tentou curar seu pai da loucura indo a sessões espíritas, denuncia a corrupção e a perda do caráter por parte das pessoas que melhoram de vida explorando os pobres como o Sr. Justino dono do Às de Ouro.